# Марк Минуций Авгурин
Марк Минуций Авгурин (лат. Marcus Minucius Augurinus) — римский политический деятель первых лет республики, консул 497 и 491 до н. э.
По-видимому, брат Публия Минуция Авгурина, консула 492 до н. э.
Оба раза его коллегой по консульству был Авл Семпроний Атратин. В 497 до н. э. действовало перемирие в Первой Латинской войне, и консулы занимались гражданскими делами. В 491 до н. э. в Рим с Сицилии и других мест был доставлен хлеб, закупленный в предыдущем году по причине неурожая. По преданию, из-за продажи или распределения зерна возник конфликт, когда Гней Марций Кориолан предложил продавать хлеб как можно дороже, чтобы смирить народ голодом. Когда плебейские трибуны привлекли его к суду, обвинив в стремлении к тирании, консул Минуций пытался защищать его перед народным собранием.
в 488 до н. э. был направлен в составе делегации консуляров для переговоров с Кориоланом, подошедшим с отрядами вольсков к окрестностям Рима.